# Герберт Маршалл
Герберт Маршалл (англ. Herbert Marshall; 23 травня 1890 — 22 січня 1966) — англійський актор, який, незважаючи на втрату ноги під час Першої Світової війни, знявся в багатьох популярних і шанованих голлівудських фільмах в 1930-х і 1940-х роках.

## Вибрана фільмографія
| Рік  |   | Українська назва        | Оригінальна назва     | Роль                    |
| ---- | - | ----------------------- | --------------------- | ----------------------- |
| 1929 | ф | Лист                    | The Letter            | Джеффрі Хеммонд         |
| 1930 | ф | Убивство!               | Murder!               | Сер Джон Мен'є          |
| 1932 | ф | Білява Венера           | Blonde Venus          | Едвард Нед Фарадей      |
| 1930 | ф | Неприємності в раю      | Trouble in Paradise   | Гастон Монеску          |
| 1934 | ф | Розривна течія          | Riptide               | лорд Рексфорд           |
| 1934 | ф | Розмальована вуаль      | The Painted Veil      | Волтер Фейн             |
| 1936 | ф | Спальня для дівчат      | Girls' Dormitory      | доктор Стівен Домінік   |
| 1937 | ф | Сніданок для двох       | Breakfast for Two     | Джонатан Блер           |
| 1937 | ф | Ангел                   | Angel                 | Фредерік Баркер         |
| 1938 | ф | Прощавай назавжди       | Always Goodbye        | Джим Говард             |
| 1939 | ф | Заза                    | Zaza                  | Дафресн                 |
| 1940 | ф | Іноземний кореспондент  | Foreign Correspondent | Стівен Фішер            |
| 1941 | ф | Коли дами зустрічаються | When Ladies Meet      | Роджерс Вудрафф         |
| 1943 | ф | Вічність і один день    | Forever and a Day     | священик в бомбосховищі |
| 1958 | ф | Муха                    | The Fly               | інспектор Шараз         |